# Elazar Benyoëtz
Elazar Benyoëtz (Wiener Neustadt, 24 marzo 1937) è uno scrittore israeliano.

## Biografia
Elazar Benyoëtz nasce il 24 marzo 1937 a Wiener Neustadt, città della Bassa Austria (a una cinquantina di chilometri da Vienna) con il nome di Paul Koppel in una famiglia ebrea che nel 1938 emigra in Palestina. Dal 1939 vive a Gerusalemme. A sei anni e mezzo perde il padre, Yoetz Gottlieb Koppel (Wiesen 1897 – Tel Aviv 1943), cui dedica il volume di aforismi apparso nel 2004 presso la prestigiosa casa editrice monacense Carl Hanser, Finden macht das Suchen leichter: Trovare rende più facile cercare. È uno dei tipici titoli sconcertanti nella vastissima bibliografia di questo scrittore israeliano studiato già negli anni Novanta del secolo scorso come grande esponente assieme ad Adorno e Canetti dell’aforistica tedesca come «un genere letterario in esilio» («Eine Gattung im Exil») e oggi considerato il più originale aforista contemporaneo di lingua tedesca. Cresciuto nella lingua ebraica, «profondamente radicato nella patria spirituale e linguistica dell’ebraismo» , a ventidue anni sostiene l’esame per diventare rabbino e «dal 1957 pubblica diversi volumi di liriche e i primi aforismi» . Dal 1969 scrive quasi esclusivamente in tedesco- Il passaggio al tedesco avviene dopo i quattro anni – dal 1964 al 1968 – trascorsi a Berlino, dove, ottenuta una borsa di studio (1983), mette in piedi una Bibliographia judaica degli autori ebrei che nel frattempo ha raggiunto il XXI volume. Prima del determinante soggiorno berlinese va per la prima volta in Svizzera, a Zurigo, nell’autunno del 1962: Zurigo è la città che si lega per lui a Margarete Susman e Max Rychner. Il libro di liriche tradotte dall’ebraico da Paul Engelmann e Jacob Mittelmann progettato per la casa editrice Fretz & Wasmuth (nella serie «Acacie») ma mai uscito, avrebbe dovuto appunto avere la postfazione di Margarete Susman. La Svizzera si aggiunge a Berlino come momento di grande rilevanza nell’itinerario di Elazar Benyoëtz nel 1966, l’anno in cui va a Seeheim, sul lago di Costanza per rendere visita al poeta Wilhelm von Scholz (1874-1969) che aveva tenuto il discorso funebre per il grande filosofo del linguaggio Fritz Mauthner (1849-1943). Tramite Scholz Benyoëtz conosce infatti Clara von Bodmann (1890-1982), vedova di un amico di Mauthner e di Gustav Landauer, che diventa l’amicizia più importante, come emerge dal bellissimo carteggio fra Clara von Bodmann e l’autore, Solange wie das eingehaltene Licht. Briefe 1966-1982 (edito da Hildegard Schultz-Baldenspenger nel 1989). Rientrato definitivamente in Israele nel 1968, sposa la miniaturista-illustratrice Renée Koppel, attiva artisticamente con il nome Metavel, da cui nel 1969 ha un figlio, Immanuel. Torna però ogni anno per alcune settimane ospite di Clara ino alla sua morte e ribadisce ripetutamente quanto le debba la sua opera . Nell’ultima fase dell’itinerario artistico e biografico di questo aforista ed epistolografo sommo i viaggi in terra tedesca sono dovuti alle «Lesungen», letture dinanzi a un pubblico «configurate come opere d'arte in forma di recite accompagnate da musicisti». Parte integrante del suo profilo è da considerarsi la biblioteca. Caratterizzante è il ricorso alla citazione e la familiarità anche con autori meno noti, da Friedrich Maximilian Klinger come primo grande ammiratore di Lichtenberg a Paul Mongré (ovvero Felix Hausdorff).
Nel 1988 gli viene conferito il premio Adelbert von Chamisso a conferma del giudizio di Harald Weinrich ora opportunamente riportato nel retro di copertina di Fraglicht Aphorismen 1977-2007: «Doveva venire uno dal di fuori, uno come l’israeliano E.B. che scrive in tedesco perché l’aforistica venisse piantata nuovamente nella letteratura tedesca come pianta delicata che però la durezza dei tempi ha reso capace di sopravvivere ai rigori dell’inverno». Nell’elenco assai lungo dei riconoscimenti spiccano la Croce tedesca al merito, la nomina a socio corrispondente della Deutsche Akademie für Sprache und Dichtung, la Croce d’onore austriaca di prima classe per la scienza e l’arte nonché il dottorato la laurea h.c. della Facoltà teologica dell’Università di Berna.

## Premi e onorificenze
Premi e onorificenze (parziale)
- 1988 Adelbert-von-Chamisso-Preis conferito dalla Bayerische Akademie der Schönen Künste
- 1997 Bundesverdienstkreuz am Bande (23 aprile 1997)
- 2003 Membro corrispondente della Deutschen Akademie für Sprache und Dichtung, Darmstadt
- 2002 Joseph-Breitbach-Preis conferito dalla Akademie der Wissenschaften und der Literatur di Mainz
- 2008 Österreichisches Ehrenkreuz für Wissenschaft und Kunst I. Klasse
- 2009 Onorificenza della città di Wiener Neustadt
- 2010 Buch des Jahres, Österreichisches Bundesministerium für Wissenschaft und Kunst
- 2010 Theodor-Kramer-Preis
- 2011 Justinus-Kerner-Preisdella città di Weinsberg
- 2012 Premio della fondazione Bibel und Kultur, Berlin
- 2017 Laurea h.c. della Facoltà di teologia dell’Università di Berna
- 2018 Goldenes Ehrenzeichen für Verdienste um das Bundesland Niederösterreich
- 2020 Premio Internazionale per l’Aforisma «Torino in Sintesi», Premio alla carriera

## Opere
- Sahadutha. Mit einem Nachwort von George Itamar. Paian, Berlin 1969.
- Annette Kolb und Israel. Lothar Stiehm Verlag, Heidelberg 1970.
- Einsprüche. Gotthold Müller, München 1973.
- Einsätze. Gotthold Müller, München 1975.
- Worthaltung. Sätze und Gegensätze. Hanser, München 1977.
- Eingeholt. Neue Einsätze. Hanser, München 1979.
- Vielleicht – vielschwer. Aphorismen. Hanser, München 1981.
- Weggaben. Wolfau-Dr. Müllemann, Weinfelden 1986.
- mit Clara von Bodmann: Solange wie das eingehaltene Licht. Briefe 1966–1982. Hartung-Gorre, Konstanz 1989.
- Treffpunkt Scheideweg. Essays. Hanser, München 1990.
- Filigranit. Ein Buch aus Büchern. Steidl, Göttingen 1992.
- Paradiesseits. Eine Dichtung. Wölpert, Herrlingen bei Ulm 1992.
- Taumeltau. Vom Erwachen der Liebe. Wölpert, Herrlingen bei Ulm 1993.
- Träuma. Wölpert, Herrlingen bei Ulm 1993.
- Beten. Wölpert, Herrlingen bei Ulm 1993.
- Hörsicht. Wölpert, Herrlingen bei Ulm 1994.
- Wirklich ist was sich träumen läßt. Gedanken über den Glauben. Kiefel, Wuppertal 1994.
- Brüderlichkeit. Das älteste Spiel mit dem Feuer. Essays. Hanser, München 1994.
- Endsagung. Wölpert, Herrlingen bei Ulm 1995.
- Querschluß. Wölpert, Herrlingen bei Ulm 1995.
- Identitäuschung. Wölpert, Herrlingen bei Ulm 1995.
- Entwirt. Wölpert, Herrlingen bei Ulm 1996.
- Variationen über ein verlorenes Thema. Aphorismen. Hanser, München 1997.
- Alle Siege werden davongetragen. dtv, München 1998.
- Keineswegs. Mit einem Nachwort von Paul Hoffmann. Wölpert, Herrlingen bei Ulm 1998.
- Anschluß. Wölpert, Herrlingen bei Ulm 1999.
- Die Zukunft sitzt uns im Nacken. Aphorismen. Hanser, München 2000.
- Ichmandu. Eine Lesung. Wölpert, Herrlingen bei Ulm 2000.
- Allerwegsdahin. Mein Weg als Jude und Israeli ins Deutsche. Arche, Zürich/Hamburg 2001.
- Der Mensch besteht von Fall zu Fall. Aphorismen. Reclam, Leipzig 2002.
- Hinnämlich. Wölpert, Herrlingen bei Ulm 2003.
- Finden macht das Suchen leichter. Hanser, München 2004.
- Das Mehr gespalten. Einsprüche. Einsätze. Edition AZUR im Glaux Verlag, Jena/ Dresden 2007.
- Die Eselin Bileams und Kohelets Hund. Hanser, München 2007.
- Die Rede geht im Schweigen vor Anker. Aphorismen und Briefe. Hrsg. v. Fr. Spicker. Universitätsverlag Brockmeyer, Bochum 2007.
- Scheinhellig. Variationen über ein verlorenes Thema. Braumüller, Wien 2009.
- Vielzeitig. Briefe 1958–2007. Universitätsverlag Brockmeyer, Bochum 2009.
- Fraglicht. Aphorismen. Braumüller Literaturverlag, Wien 2010
- Sandkronen, Eine Lesung. Braumüller Literaturverlag, Wien 2012.
- Olivenbäume, die Eier legen Nachbuch. Braumüller Wissenschaftsverlag, Wien 2012.
- Folgenichtig oder: Ich unterschreibe nicht. Wien 2014.
- Zeit ist Aufgabe. Worte Sahaduthas. Hrsg. v. Hans-Horst Skupy. Fernwald 2014.
- Auch Kürze hat ihre Maßlosigkeit. Eine Lesung. [Zusammen mit: Friedemann Spicker, Jürgen Wilbert, Deutschsprachige jüdische Aphoristik. Ein Überblick im Dialog.]. Mit Miniaturen von Metavel. Bochum 2015.
- Am Anfang steht das Ziel und legt die Wege Frei. Eine Lesung. Mit CD. Berlin 2015.
- Das Feuer ist nicht das ganze Licht. Vier Lesungen. Mit neun Miniaturen von Metavel und Doppel-CD. Schaan 2015, ISBN 978-3-9521318-5-5.
- Beteuert & Gebilligt. Eine Lesung, Bellaprint Verlag, Mödling 2016.
- Was nicht zündet, leuchtet nicht ein. Ein Büchlein vom Menschen und seiner Ausgesprochenheit, Norpark Verlag.
- Das Kommende ist nicht in Eile. Zürcher Lesungen, 2016, Norpark Verlag.
- Aberwenndig. Mein Weg als Israeli und Jude ins Deutsche, Königshausen & Neumann, Würzburg 2017.
- Allsamkeit. Eine Lesung. Mit Illustrationen von Metavel und einem Epilog von Kolja Lessing. Kamenz: Lessing Museum 2018.
- Lebtag und Leseabend. Die Besondere Hefte im NordPark Verlag. Wuppertal 2018.
- Feindeutig. Eine Lesung. Würzburg: Königshäusern & Neumann 2018.
- Gottik. Eine Lesung. Würzburg: Königshäusern & Neumann 2019.
- Nadelind. Prosamen, Würzburg: Königshäusern & Neumann 2019.
- Der eingeschlagene Umweg. Würzburg: Königshausen & Neumann 2020.
- Die Zukunft sitzt uns im Nacken. Würzburg: Königshausen & Neumann 2020.
- Finden macht das Suchen leichter. Würzburg: Königshausen/Neumann 2020.
- Fazittert. Eine Spätlesung. Würzburg: Königshausen/Neumann 2020.

Recenti su di lui:
- Claudia Welz - Elazar Benyoëtz, SinnSang: Poesie und Theologie: Aphorismen – Essays – Briefe. Umschlagmalerei: Miniatur »Improvisation 7« von Métavel. Wuppertal, NordPark 2019.
- Friedemann Spicker (Hrsg.), Beziehungsweisen. Elazar Benyoetz: Ein Porträt aus Briefen. Tübingen: Narr/Francke/Attempto 2019.